# Telescopio Wolter
Il telescopio Wolter, conosciuto anche come telescopio ad incidenza radente, è un telescopio per raggi X che usa ottiche dedicate, con piccoli angoli di incidenza. Questa configurazione nasce dal comportamento dei raggi X i quali possono essere deviati e concentrati solo con piccoli angoli, diversamente da come avviene per la luce visibile.
I raggi X possono essere deviati per angoli sino a 2° circa. Nel 1952, Hans Wolter delineò 3 possibili configurazioni usando degli specchi finemente lavorati.  
Esistono quindi tre configurazioni chiamate Telescopio Wolter di tipo I, II, e III. Sostanzialmente vengono utilizzati una serie di specchi parabolici e iperbolici diversamente combinati, per concentrare i raggi X in un unico fuoco. Ogni configurazione mostra diversi vantaggi e svantaggi